# جان ویکلیف
جان ویکلیف (انگلیسی: John Wycliffe؛ زادهٔ دههٔ ۱۳۲۰ درگذشته ۳۱ دسامبر ۱۳۸۴) یک فیلسوف مدرسی، یزدان‌شناس، مترجم انجیل‌شناس، مصلح دینی، کشیش و استاد الهیات دانشگاه آکسفورد اهل انگلستان بود. هواداران او لولارد نام داشتند.